# Nudochernes basilewskyi
Nudochernes basilewskyi är en spindeldjursart som beskrevs av Beier 1962. Nudochernes basilewskyi ingår i släktet Nudochernes och familjen blindklokrypare. Inga underarter finns listade i Catalogue of Life.